# Ordigno incendiario

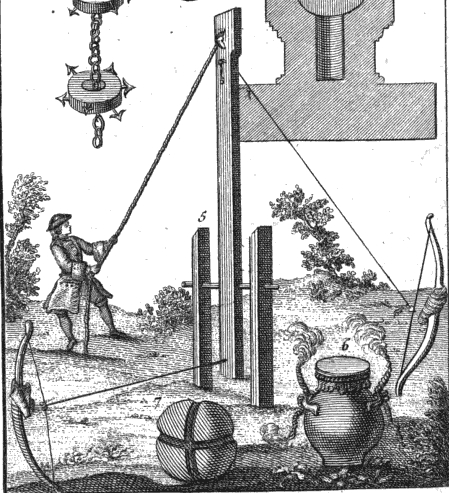
Trattato di Jean-Charles Perrinet d'Orval sui fuochi d'artificio per spettacolo e guerra, 1745

Un ordigno incendiario o dispositivo incendiario o bomba incendiaria è un tipo di arma ideata per incendiare, o distruggere con il fuoco, obiettivi materiali o umani, usando materiali come il napalm, termite o fosforo bianco. Pur essendo comunemente definite "bombe", in realtà hanno un metodo di funzionamento quasi inverso, che rallenta la reazione di combustione per ottenere l'effetto desiderato, invece che velocizzarlo per ottenere una detonazione.
Vari tipi di dispositivi incendiari sono stati usati già in periodi antichi. Un esempio è il fuoco greco, usato dall'impero bizantino.

## Sviluppo ed uso durante la prima guerra mondiale
I primi dispositivi incendiari usati durante la prima guerra mondiale furono sganciati sulle città della costa meridionale dell'Inghilterra, nella notte del 18-19 di gennaio 1915. Queste bombe incendiarie tedesche (sganciate in numero ridotto) erano contenitori dotati di alette, riempite di kerosene e olio ed avvolte con una corda ricoperta di pece, ed erano sganciate da dirigibili zeppelin. L'8 settembre 1915 lo zeppelin L-13 sganciò una grande quantità di bombe incendiarie, ma nonostante il numero, gli effetti ed il danno furono piuttosto contenuti. D'altro canto ebbero un certo effetto sul morale delle popolazioni di civili del Regno Unito.
In seguito ad ulteriori studi con fusti da 5 litri di benzolo, nel 1918, fu sviluppata la bomba B-1E Elektron (in tedesco Elektronbrandbombe) dagli scienziati ed ingegneri dell'azienda chimica Griesheim-Elektron. Questa bomba era innescata da una carica di termite, ma la carica incendiaria principale era data dall'involucro in lega di magnesio ed alluminio, che si innescava a 650 °C, bruciava a 1.100 °C ed emetteva un vapore che bruciava a 1.800 °C. L'involucro in lega aveva un ulteriore vantaggio nella sua leggerezza, avente un quarto della densità dell'acciaio, il che permetteva ad ogni velivolo di portarne un quantitativo maggiore. La Oberste Heeresleitung (comando generale delle forze armate tedesche) ideò un'operazione denominata "il piano del fuoco" (in tedesco Der Feuerplan), che consisteva nell'uso dell'intera flotta aerea di bombardieri pesanti, mandati ad ondate su Londra e Parigi, che sganciassero il maggior numero possibile di bombe incendiarie, fino allo sfinimento degli equipaggi o all'abbattimento di tutti i velivoli. Il risultato sperato era di iniziare un incendio indomabile nelle due capitali nemiche, che avrebbero quindi richiesto la pace. Furono accumulate migliaia di bombe Elektron nelle basi avanzate dell'aviazione, e l'operazione era programmata nell'agosto e inizio settembre 1918, ma in ambedue i casi l'ordine di partenza fu revocato all'ultimo momento, possibilmente a causa del timore di rappresaglie contro città tedesche. La Royal Air Force aveva già le sue "Baby" Incendiary Bomb (BIB) le quali contenevano una carica di termite. Il comandante di flottiglia aerea Peter Strasser propose un piano per bombardare New York con bombe incendiarie, sganciate dagli zeppelin L70 a lungo raggio nel giugno 1918, che fu però bloccato dall'ammiraglio Reinhard Scheer.

## Sviluppo ed uso durante la seconda guerra mondiale

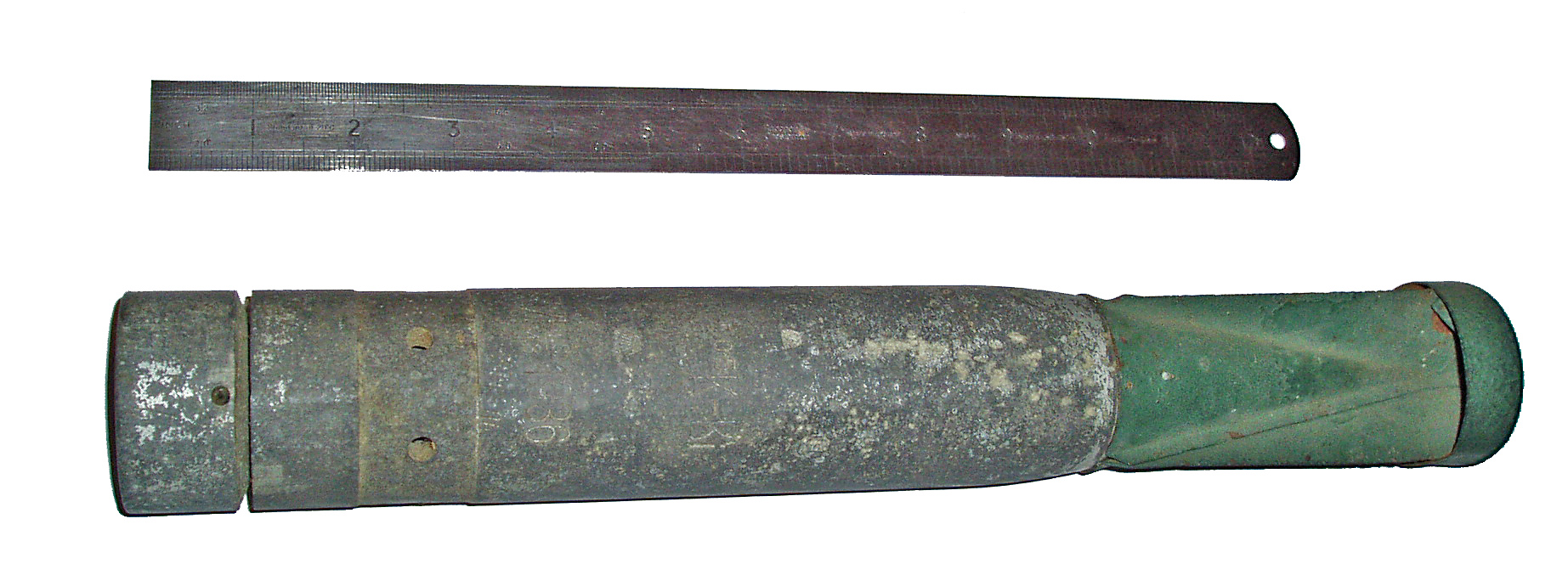
Uno spezzone incendiario tedesco della seconda guerra mondiale

Le bombe incendiarie furono estensivamente ed efficacemente usate durante la seconda guerra mondiale, spesso insieme alle normali bombe aeronautiche ad alto esplosivo. Probabilmente il più tristemente famoso episodio di impiego di bombe incendiarie fu il Bombardamento di Dresda da parte degli alleati. Furono usate molte diverse configurazioni di bombe incendiarie, con vari tipi di sostanze incendiarie, come un polimero dell'isobutil metacrilato, napalm o altre forme gelatinose del petrolio, molte delle quali furono sviluppare dal Chemical Warfare Service statunitense. Furono testati ed usati vari metodi d'impiego, ad esempio tramite piccole bombe, bombe a grappolo e grossi ordigni.

## Armi incendiarie dopo la seconda guerra mondiale
Le bombe incendiarie contemporanee di solito contengono termite, fatta di alluminio ed ossido ferrico. Questa sostanza richiede un'alta temperatura d'innesco, ma una volta acceso, brucia a temperature elevatissime, ed è capace di perforare vari materiali. Durante la seconda guerra mondiale la termite era usata per perforare corazzature o per fondere velocemente le attrezzature, per renderle inutilizzabili.
Possono anche essere usati vari materiali piroforici: alcuni composti metallorganici, spesso trietilalluminio, Trimetilalluminio e alcuni derivati alchilici ed arilici dell'alluminio, magnesio, boro, zinco, sodio e litio. Il trietilalluminio, mescolato all'addensante poliisobutilene (chiamato thickened pyrophoric agent o TPA), forma una sostanza simile al napalm che si incendia a contatto con l'aria, usato in alcune applicazioni, come il lanciarazzi incendiario M202 FLASH
Durante la guerra in Vietnam, l'US Army sviluppò la bomba a grappolo incendiaria CBU-55, contenente propano, che fu però usata solo una volta sul campo. Il napalm non è più usato dagli Stati Uniti, ma la bomba incendiaria Mark 77 a kerosene è tuttora in uso, ed è stata impiegata durante la guerra in Iraq nel 2003. Molti altri stati non usano più armi incendiarie, in quanto bandite dalla sezione III della convenzione su certe armi convenzionali delle nazioni unite, ratificato nel 1980.

## Armi incendiarie e leggi di guerra
La sezione III della convenzione su certe armi convenzionali delle Nazioni Unite:
- proibisce l'uso di armi incendiarie contro civili (una riaffermazione del divieto generale dell'attacco contro popolazioni civili, sancito dall'addizionale protocollo I delle convenzioni di Ginevra)
- proibisce l'uso di armi incendiarie per via aerea contro bersagli militari legittimi in prossimità di concentrazioni di civili, e regola più lassamente l'uso di altre armi incendiarie in situazioni simili[10].

Definisce pure che i "dispositivi incendiari" non includono:
- munizioni con effetti incendiari accidentali, come colpi illuminanti, munizioni traccianti, sistemi di segnalazione e fumogeni
- munizioni ideate per combinare effetti perforanti, esplosivi o di frammentazione con effetti incendiari secondari, non intesi specificamente per arrecare ferite da bruciature, ma come effetto anti-materiale, cioè contro mezzi ed obiettivi fissi.